# Kontaktní tisk

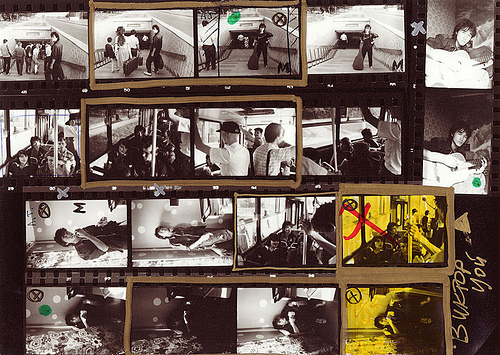
Kontaktní kopie Igora Muchina

Kontaktní tisk nebo otisk, kontaktní kopie ve fotografii označuje pozitivní obraz, který vznikne kontaktním kopírováním negativu na pozitivní materiál — fotografický papír nebo film. Kopírování se neprovádí s pomocí optické soustavy, jako u optického kopírování, ale prosvícením negativu, který je v přímém kontaktu s pozitivem. Tímto způsobem vznikne ostrý obraz 1:1 s kresbou v detailech.

## Fotografové
Metodu kontaktních kopií používali například Josef Sudek nebo Jan Reich a další členové skupiny Český dřevák.

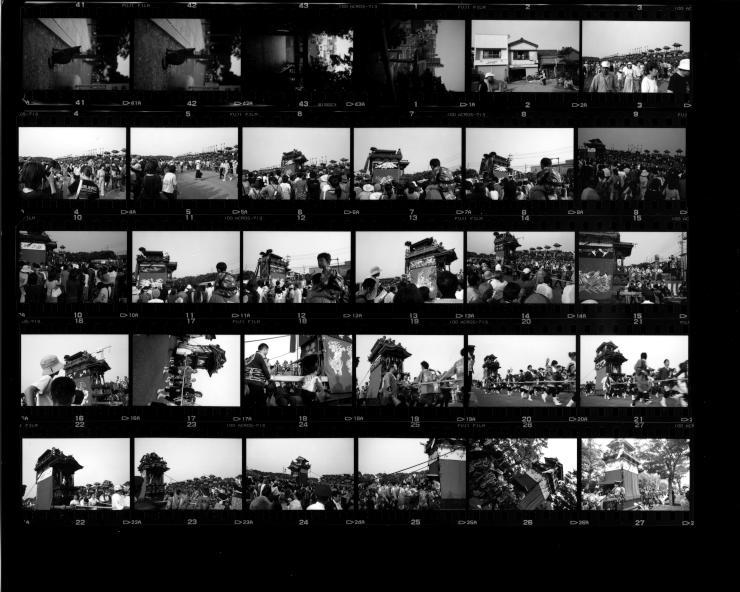

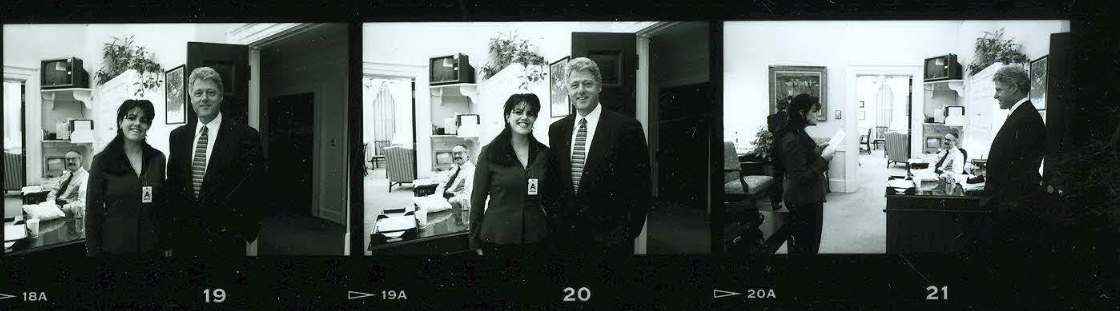
Monika Lewinská a Bill Clinton, 17. listopadu 1995